# My Fake Fiance
My Fake Fiance este un film pentru televiziune din 2009 în care interpretează Melissa Joan Hart și Joey Lawrence în rolurile principale. A avut premiera pe canalul ABC Family pe 19 aprilie 2009. 

## Distribuție
- Melissa Joan Hart este Jennifer
- Joey Lawrence este Vince
- Jason MacDonald este David
- Nicole Tubiola este Courtney
- Diane Neal este Bonnie
- Rhoda Griffis este Val
- Steve Schirripa este Monkey
- Burgess Jenkins este Steve
- Patricia French este Catherine
- Elizabeth Keener este Carmen
- Robert Pralgo este Ben
- Heather Holliday Richmond este Sales Clerk/Fata fierbinte cu pălărie portocalie

## DVD release
My Fake Fiance a fost lansat pe Regiunea 1 DVD la 20 aprilie 2010.